# Jim Plunkett
James William Plunkett, detto Jim (San Jose, 5 dicembre 1947), è un giocatore di football americano statunitense che ha militato nel ruolo di quarterback per i New England Patriots, San Francisco 49ers e Oakland/Los Angeles Raiders della National Football League (NFL). Fu scelto come primo assoluto nel Draft NFL 1971 dopo aver giocato alla Stanford University e vinto l'Heisman Trophy, massimo riconoscimento individuale a livello universitario. 
Plunkett guidò i Raiders a due vittorie del Super Bowl ed è attualmente l'unico quarterback a partire titolare, e vincere, due Super Bowl e non essere stato introdotto nella Pro Football Hall of Fame.

## Carriera professionistica

### New England Patriots
Nel 1971, Plunkett fu scelto come primo assoluto nel draft dai New England Patriots (all'epoca ancora denominati Boston Patriots; la ridenominazione "New England" non divenne ufficiale fino al 21 marzo di quell'anno). Plunkett si distingue per essere stato l'unico giocatore di retaggio ispanico ad essere selezionato come primo assoluto in un draft NFL. I Patriots terminarono l'annata 1971 con un record di 6-8, al quarto posto nella AFC East. La prima gara di Plunkett fu una vittoria 20-6 sugli Oakland Raiders, nella prima gara di stagione regolare dei Patriots allo Schaefer Stadium. New England influenzò anche la corsa al titolo della AFC East, quando un touchdown da 88 yard di Plunkett per l'ex compagno di squadra a Stanford Randy Vataha nell'ultima gara di stagione regolare fece scendere i Baltimore Colts al secondo posto nella division dietro i Miami Dolphins. Due settimane prima della vittoria sui Colts, Plunkett aveva guidato New England a una vittoria 34-13 sui Dolphins.
Nella stagione successiva per Plunkett sorsero i primi problemi causati da passaggi da touchdown non precisi e intercetti subiti, aggravati anche dagli infortuni di cui soffriva e da una linea offensiva non all'altezza. Nel 1975 i Patriots selezionarono Steve Grogan, che sarebbe rimasto con la squadra per 16 stagioni, e sotto la direzione dell'allenatore Chuck Fairbanks, l'attacco di New England si specializzò nel gioco sulle corse, guidato da Sam Cunningham, piuttosto che sui passaggi.

### San Francisco 49ers
Prima del Draft NFL 1976, Plunkett fu scambiato coi San Francisco 49ers in cambio del quarterback Tom Owen, due scelte del primo giro del draft 1976 e le scelte del primo e secondo giro del 1977. Jim guidò la squadra a una partenza di 6-1 prima di precipitare a un record di 8-6. Dopo una stagione da 5-9 nel 1977, i 49ers lasciarono libero il giocatore prima della pre-stagione 1978.

### Oakland Raiders
Plunkett si unì agli Oakland Raiders nel 1978, giocando come riserva nelle due annate successive, non lanciando alcun passaggio nel 1978 e appena 15 nel 1979. La sua carriera ebbe un punto di svolta durante la quinta settimana della stagione 1980, quando il quarterback titolare Dan Pastorini si fratturò una gamba durante una gara contro i Kansas City Chiefs. Il trentatreenne Plunkett uscì dalla panchina per rilevare Pastorini, lanciò ben cinque intercetti nella sconfitta 31-17. I Raiders, ad ogni modo, non ritenevano che Marc Wilson fosse in possesso dell'esperienza necessaria per partire come titolare, nominando quindi Plunkett titolare per il resto dell'anno. Nella sua prima gara come titolare, egli completò 11 passaggi su 14 tentativi con un touchdown e nessun intercetto. Plunkett guidò Oakland a nove vittorie su undici partite, raggiungendo la qualificazione per i playoff come wild card. Plunkett guidò i Raiders a quattro vittorie nei playoff, compresa la prima vittoria di sempre di una squadra qualificata come wild card al Super Bowl, battendo i Philadelphia Eagles 27–10 nel Super Bowl XV. Lanciando per 261 yard e 3 touchdown, Plunkett fu nominato MVP della partita; conseguentemente, Plunkett divenne il primo quarterback appartenente a una minoranza a vincere un Super Bowl e l'unico latino a essere nominato MVP del Super Bowl. Inoltre, divenne il secondo dei quattro giocatori a vincere l'Heisman Trophy ed essere nominato MVP del Super Bowl: prima di lui ci riuscì Roger Staubach e in seguito solo Marcus Allen e Desmond Howard.
Dopo essere tornato al ruolo di riserva nel 1983, Plunkett assunse nuovamente il compito di titolare, questa volta a causa di un infortunio di Wilson. I Los Angeles Raiders arrivarono a disputare il Super Bowl XVIII, dove sconfissero i Washington Redskins 38-9. Plunkett completò 16 passaggi su 25 per 172 yard e un touchdown nella partita.
Plunkett trascorse la maggior parte delle successive tre stagioni infortunato o come riserva. Si ritirò dopo la stagione 1986 ed è attualmente al quarto posto nella classifica dei passaggi della storia dei Raiders. Detiene ancora il record di franchigia degli Oakland Raiders, oltre che quello della NFL alla pari, per il più lungo passaggio della storia: un passaggio da 99 yard eseguito il 2 ottobre 1983 contro i Washington Redskins.

## Palmarès

### Franchigia
- Super Bowl : 2

Oakland/Los Angeles Raiders: XV, XVIII
- American Football Conference Championship: 2

Oakland/Los Angeles Raiders: 1980, 1983

### Individuale
- MVP del Super Bowl: 1

1980
- NFL Comeback Player of the Year Award: 1

1980
- Heisman Trophy - 1970
- College Football Hall of Fame